# Brachymesia
Brachymesia ist eine aus drei Arten bestehende Libellengattung. Die Gattung gehört zur Unterfamilie Leucorrhiniinae und wurde 1889 durch William Forsell Kirby beschrieben. Als Generotyp diente ein Tier der bis dahin unbeschriebenen Art Brachymesia australis. Heute ist diese Art als Brachymesia furcata bekannt. Das Verbreitungsgebiet erstreckt sich vom Süden der Vereinigten Staaten bis in den Norden Chiles und Argentiniens.

## Merkmale
Brachmesia-Arten sind mittlere bis große, rote oder braune beziehungsweise schwarze Libellen und erreichen Längen zwischen 38 und 54 Millimetern. Der Hinterleib (Abdomen) ist im Bereich der ersten drei Segmente stark geschwollen. Ihre Flügel sind durchsichtig. Im Costalfeld und zwischen dem Nodus und der Flügelspitze finden sich braune Markierungen.

## Habitat und Lebensweise
Die Tiere leben an Tümpeln oder Sümpfen. Bei Sonnenschein sind sie sehr aktiv.

## Systematik
Folgende Arten werden zur Gattung Brachmesia gezählt:
- Brachymesia furcata
- Brachymesia gravida
- Brachymesia herbida